# Поворот долі
Поворот долі (англ. A Twist of Faith) — канадський трилер 1999 року.

## Сюжет
Детектив Генрі Сміт розслідує вбивство священика Мартіна, який був розп'ятий у його власній церкві. Далі у місті відбувається серія страшних вбивств які не пов'язані між собою. Генрі Сміт розуміє що це справа рук релігійного маніяка-вбивці, котрий вважає себе Антихристом, що запобігає Другому Пришестю.

## У ролях
- Ендрю МакКарті — Генрі Сміт
- Майкл Айронсайд — Алекс Хант
- Меттью Лоранс — Франковіч
- Сьюзі Хоакім — Моніка Стокс
- Джейн Хейтмейер — Бет Сміт
- Лорен Діволд — Шеннон Сміт
- Шон Дей Майкл — Роберт Сміт
- Л. Гарві Голд — Детектив Рурк
- Гай Фачон — Детектив Семюелс
- Робін Вебб — Джеймс